# Lista odcinków serialu Glee

logo Glee

Glee – muzyczny serial komediowy nadawany w stacji Fox. Został stworzony przez Ryana Murphy'ego, Brada Falchuka oraz Iana Brennana. Stacja Fox początkowo zamówiła trzynaście odcinków serialu, którego odcinek pilotażowy serialu miał premierę 19 maja 2009 roku, natomiast reszta odcinków pierwszego sezonu rozpoczęła nadawanie 9 września 2009 roku. Po rozpoczęciu emisji serial okazał się hitem, dlatego 21 września 2009 został zamówiony pełny sezon, czyli dziewięć kolejnych odcinków. Druga część pierwszego sezonu nadawana była od 13 kwietnia do 8 czerwca 2010 roku. Z czasem stacja Fox zamawiała kolejne sezony, aż do szóstego.
Serial skupia się na szkolnym chórze, znanym również jako glee, który działa w fikcyjnym William McKinley High School w Lima, Ohio. Will Schuester (Matthew Morrison) przejmuje chór po byłym nauczycielu (Stephen Tobolowsky), który został zwolniony za niestosowne zachowywanie się. Will z kilkorgiem nastolatków próbuje przywrócić chór do jego dawnej sławy.
Serial składał się ze 121 odcinków zawartych w sześciu sezonach.

## Sezony
| Sezon | Sezon | Odcinki | Pierwsza emisja  | Pierwsza emisja | Pierwsza emisja  | Pierwsza emisja   | Wydanie DVD oraz Blu-ray | Wydanie DVD oraz Blu-ray | Wydanie DVD oraz Blu-ray |
| Sezon | Sezon | Odcinki | Premiera sezonu  | Finał sezonu    | Premiera sezonu  | Finał sezonu      | Region 1                 | Region 2                 | Region 4                 |
| ----- | ----- | ------- | ---------------- | --------------- | ---------------- | ----------------- | ------------------------ | ------------------------ | ------------------------ |
|       | 1     | 22      | 19 maja 2009     | 8 czerwca 2010  | 18 lutego 2011   | 10 czerwca 2011   | 14 września 2010         | 13 września 2010         | 22 września 2010         |
|       | 2     | 22      | 21 września 2010 | 24 maja 2011    | 12 września 2011 | 6 lutego 2012     | 13 września 2011         | 19 września 2011         | 5 października 2011      |
|       | 3     | 22      | 20 września 2011 | 22 maja 2012    | 10 września 2012 | 18 lutego 2013    | 14 sierpnia 2012         | 17 września 2012         | 19 września 2012         |
|       | 4     | 22      | 13 września 2012 | 9 maja 2013     | 1 września 2013  | 10 listopada 2013 | 1 października 2013      | 7 października 2013      | 16 października 2013     |
|       | 5     | 20      | 26 września 2013 | 13 maja 2014    | 29 sierpnia 2014 | 2 listopada 2014  | N/A                      | 29 września 2014         | 17 września 2014         |
|       | 6     | 13      | 9 stycznia 2015  | 20 marca 2015   | 3 sierpnia 2015  | 19 sierpnia 2015  | N/A                      | N/A                      | N/A                      |

## Lista odcinków

### Sezon 1: 2009–2010
| Nr | #  | Tytuł                | Polski tytuł                                   | Reżyseria           | Scenariusz                             | Premiera (Fox)       | Premiera w Polsce (Fox Polska)              | Oglądalność w USA (w milionach) |
| --- | -- | -------------------- | ---------------------------------------------- | ------------------- | -------------------------------------- | -------------------- | ------------------------------------------- | ------------------------------- |
| 1 | 1  | Pilot                | Nabór do szkolnego chóruPilot (Netflix Polska) | Ryan Murphy         | Ryan Murphy, Brad Falchuk, Ian Brennan | 19 maja 2009         | 18 lutego 2011 11 września 2011 (TVP1)      | 9.62                            |
| Występują: Rachel Berry, Finn Hudson, Tina Cohen-Chang, Artie Abrams, Mercedes Jones, Brittany Pierce, Santana Lopez, Noah Puckerman, Kurt Hummel, Quinn Fabray, Will Schuester, Principal Figgins, Sandy Ryderson, Carole Hudson |    |                      |                                                |                     |                                        |                      |                                             |                                 |
| 2 | 2  | Showmance            | Udawany romans                                 | Ryan Murphy         | Ryan Murphy, Brad Falchuk, Ian Brennan | 9 września 2009      | 25 lutego 2011 18 września 2011 (TVP1)      | 7.30                            |
| 3 | 3  | Acafellas            | Męski kwintet wokalny                          | John Scott          | Ryan Murphy                            | 16 września 2009     | 4 marca 2011 25 września 2011 (TVP1)        | 6.64                            |
| 4 | 4  | Preggers             | Ciąża                                          | Brad Falchuk        | Brad Falchuk                           | 23 września 2009     | 11 marca 2011 2 października 2011 (TVP1)    | 6.63                            |
| 5 | 5  | The Rhodes Not Taken | Kręte ścieżki April Rhodes                     | John Scott          | Ian Brennan                            | 30 września 2009     | 18 marca 2011 9 października 2011 (TVP1)    | 7.40                            |
| 6 | 6  | Vitamin D            | Witamina D                                     | Elodie Keene        | Ryan Murphy                            | 7 października 2009  | 25 marca 2011 16 października 2011 (TVP1)   | 7.28                            |
| 7 | 7  | Throwdown            | Pojedynek                                      | Ryan Murphy         | Brad Falchuk                           | 14 października 2009 | 1 kwietnia 2011 23 października 2011 (TVP1) | 7.65                            |
| 8 | 8  | Mash-Up              | Muzyczna składanka                             | Elodie Keene        | Ian Brennan                            | 21 października 2009 | 8 kwietnia 2011 30 października 2011 (TVP1) | 7.15                            |
| 9 | 9  | Wheels               | Na kółkach                                     | Paris Barclay       | Ryan Murphy                            | 11 listopada 2009    | 15 kwietnia 2011 25 listopada 2011 (TVP1)   | 7.53                            |
| 10 | 10 | Ballad               | Ballady                                        | Brad Falchuk        | Brad Falchuk                           | 18 listopada 2009    | 22 kwietnia 2011 2 grudnia 2011 (TVP1)      | 7.36                            |
| 11 | 11 | Hairography          | Roztańczone włosy                              | Bill D'Elia         | Ian Brennan                            | 25 listopada 2009    | 29 kwietnia 2011 9 grudnia 2011 (TVP1)      | 6.10                            |
| 12 | 12 | Mattress             | Kronika szkolna                                | Elodie Keene        | Ryan Murphy                            | 2 grudnia 2009       | 6 maja 2011 16 grudnia 2011 (TVP1)          | 8.14                            |
| 13 | 13 | Sectionals           | Zawody okręgowe                                | Brad Falchuk        | Brad Falchuk                           | 9 grudnia 2009       | 6 maja 2011 23 grudnia 2011 (TVP1)          | 8.13                            |
| 14 | 14 | Hell-O               | Miłosne roszady                                | Brad Falchuk        | Ian Brennan                            | 13 kwietnia 2010     | 13 maja 2011 30 grudnia 2011 (TVP1)         | 13.66                           |
| 15 | 15 | The Power of Madonna | Potęga Madonny                                 | Ryan Murphy         | Ryan Murphy                            | 20 kwietnia 2010     | 13 maja 2011 13 stycznia 2012 (TVP1)        | 12.98                           |
| 16 | 16 | Home                 | Dom                                            | Paris Barclay       | Brad Falchuk                           | 27 kwietnia 2010     | 20 maja 2011 20 stycznia 2012 (TVP1)        | 12.18                           |
| 17 | 17 | Bad Reputation       | Zszargana opinia                               | Elodie Keene        | Ian Brennan                            | 4 maja 2010          | 20 maja 2011 27 stycznia 2012 (TVP1)        | 11.62                           |
| 18 | 18 | Laryngitis           | Zapalenie gardła                               | Alfonso Gomez-Rejon | Ryan Murphy                            | 11 maja 2010         | 27 maja 2011 3 lutego 2012 (TVP1)           | 11.57                           |
| Puckerman jest zmuszony ogolić irokeza przez co nikt w szkole nie traktuje go poważnie. Aby znów siać postrach zaczyna się umawiać z Mercedes. Rachel odkrywa, że członkowie Glee się obijają, a Pan Schuester zauważa, że stracili pewność siebie, więc zadaje im przygotowanie piosenki, która zmusi ich do uzewnętrznienia siebie. Rachel podczas wykonywania swojej piosenki fałszuje, więc udaje się z tym (oraz z Finnem) do lekarza, który informuje ją o zapaleniu migdałków. Gdy leczenie nie przynosi poprawy Rachel musi zdecydować się na operację. Finn jest zazdrosny o Jessego, więc podczas próby chóru śpiewa piosenkę "Jessie's Girl" do Rachel. Puckerman śpiewa do Mercedes przez co Santana jest zazdrosna i w końcu dochodzi do bójki między dziewczynami. Burt zbliża się do Finna przez co Kurt jest zazdrosny. Sue wzbudza w Kurcie wątpliwości co do jego orientacji więc ten zaczyna się umawiać z Brittany. Mercedes odchodzi z Cheeriosek. |    |                      |                                                |                     |                                        |                      |                                             |                                 |
| 19 | 19 | Dream On             | Marzenia                                       | Joss Whedon         | Brad Falchuk                           | 18 maja 2010         | 27 maja 2011 10 lutego 2012 (TVP1)          | 11.59                           |
| Występują: Rachel Berry, Finn Hudson, Tina Cohen-Chang, Artie Abrams, Mercedes Jones, Brittany Pierce, Santana Lopez, Noah Puckerman, Kurt Hummel, Quinn Fabray, Mike Chang, Matt Rutherford, Will Schuester, Principal Figgins, Shelby Corcoran, Jesse St. James, Bryan Ryan W szkole pojawia się członek rady szkolnictwa, a zarazem dawny wróg Willa - Bryan Ryan, który ma zamiar zniszczyć Glee. Will próbuje go przekonać, aby znowu uwierzył w sztukę i nie doprowadzał do zamknięcia Glee. Bryan odzyskuje wiarę i zaprzyjaźnia się z Willem. Oboje jednak zgłaszają się do tej samej roli w miejscowej interpretacji "Nędzników", więc przestają się lubić. Jessie wraca do McKinleya i razem z Rachel postanawia odnaleźć jej mamę. Podczas przeszukiwania kartonów z pamiątkami z dzieciństwa Rachel, Jessie podrzuca kasetę, na której Shelby śpiewa i włącza ją jej. Tina daje Artiemu materiały dotyczące nowych metod leczenia. Pani Pilsbury mówi uradowanemu Artiemu, że nie może odzyskać zdrowia, jego choroba jest nieuleczalna.                                                             |    |                      |                                                |                     |                                        |                      |                                             |                                 |
| 20 | 20 | Theatricality        | Teatralność                                    | Ryan Murphy         | Ryan Murphy                            | 25 maja 2010         | 3 czerwca 2011 17 lutego 2012 (TVP1)        | 11.49                           |
| Występują: Rachel Berry, Finn Hudson, Tina Cohen-Chang, Artie Abrams, Mercedes Jones, Brittany Pierce, Santana Lopez, Noah Puckerman, Kurt Hummel, Quinn Fabray, Mike Chang, Matt Rutherford, Will Schuester, Principal Figgins, Shelby Corcoran, Carole Hudson, Burt Hummel, Dave Karofsky Tina udaje wampira, żeby dyrektor Figgins pozwolił jej ubierać się tak jak chce. Finn i jego matka wprowadzają się do Hummelów, Finn nie chce mieć wspólnego pokoju z Kurtem, ale ten obiecuje redekorację obecnego. Nowy wygląd pokoju nie podoba się Finnowi. Obraża Kurta, w którego obronie staje Burt. Wszystko wraca do normy, gdy Finn broni Kurta przed osiłkami. Schuester zleca uczniom wykonanie piosenki Lady Gagi, ale chłopcom się to nie podoba i przygotowują piosenkę Kiss. Rachel wraz z Mercedes i Quinn zakrada się na próbę Vocal Adrenaline, gdzie rozpoznaje matkę. Zamienia z nią kilka słów. Shelby żegna się z córką stwierdzając, że nie jest jej "mamą", ale "matką". Puck chce, żeby Quinn dała córce na imię Beth. Ta się zgadza.                                                      |    |                      |                                                |                     |                                        |                      |                                             |                                 |
| 21 | 21 | Funk                 | W stylu funk                                   | Elodie Keene        | Ian Brennan                            | 1 czerwca 2010       | 3 czerwca 2011 24 lutego 2012 (TVP1)        | 8.99                            |
| Występują: Rachel Berry, Finn Hudson, Tina Cohen-Chang, Artie Abrams, Mercedes Jones, Brittany Pierce, Santana Lopez, Noah Puckerman, Kurt Hummel, Quinn Fabray, Mike Chang, Matt Rutherford, Sue Sylvester, Will Schuester, Terri Schuester, Shelby Corcoran, Principal Figgins, Howard Bamboo Jessie wraca do Vocal Adrenaline i występuje z nimi na auli McKinleya przed uczniami z New Directions, którzy dają się wciągnąć w funk. William chce pokonać VA ich własną bronią, więc Noah i Finn przebijają opony w samochodach członków VA. Will podrywa Sue po czym ją wystawia w Breadstix. Ta wpada w depresję. Finn i Puck podejmuj pracę w "Bielizna i nie tylko", żeby odpracować karę za zniszczenia spowodowane odegraniem się na członkach Vocal Adrenaline. Mercedes proponuje Quinn przeprowadzkę od Pucka do niej. Jessie porzuca Rachel, lecz później do niej dzwoni, żeby się spotkać na parkingu. Nieświadoma Rachel zostaje tam obrzucona jajkami przez członków VA. New Directions występują przed Vocal Adrenaline, żeby pokazać im jak wygląda dobra zabawa przez co wpędzają ich w doła. |    |                      |                                                |                     |                                        |                      |                                             |                                 |
| 22 | 22 | Journey to Regionals | Podróż                                         | Brad Falchuk        | Brad Falchuk                           | 8 czerwca 2010       | 10 czerwca 2011 2 marca 2012 (TVP1)         | 10.92                           |
| Występują: Rachel Berry, Finn Hudson, Tina Cohen-Chang, Artie Abrams, Mercedes Jones, Brittany Pierce, Santana Lopez, Noah Puckerman, Kurt Hummel, Quinn Fabray, Mike Chang, Matt Rutherford, Sue Sylvester, Will Schuester, Emma Pilsbury, Olivia Newton-John, Josh Groban, Jesse St. James, Shelby Corcoran, Principal Figgins Sue jest sędzią na regionalnych. Emma oznajmia Willowi, że spotyka się ze swoim dentystą. Grupa jedzie na regionalne, gdzie Finn na chwilę przed występem wyznaje Rachel, że ją kocha. Matka Quinn pojawia się na występie i proponuje córce, żeby wróciła do domu. Quinn nie może odpowiedzieć bo odchodzą jej wody. Zespół jedzie do szpitala, gdzie Quinn rodzi Beth. Shelby adoptuje dziecko. Vocal Adrenaline zajmują pierwsze miejsce na konkursie, a New Directions ostatnie. Will wyznaje Emmie jego miłość do niej, a Sue załatwia Glee kolejny rok, więc nie muszą się rozwiązywać. |    |                      |                                                |                     |                                        |                      |                                             |                                 |

### Sezon 2: 2010–2011
| Nr | #  | Tytuł                          | Polski tytuł               | Reżyseria           | Scenariusz                              | Premiera (Fox)       | Premiera w Polsce (Fox Polska) | Oglądalność w USA (w milionach) |
| --- | -- | ------------------------------ | -------------------------- | ------------------- | --------------------------------------- | -------------------- | ------------------------------ | ------------------------------- |
| 23 | 1  | Audition                       | Przesłuchanie              | Brad Falchuk        | Ian Brennan                             | 21 września 2010     | 12 września 2011               | 12.45                           |
| Występują: Rachel Berry, Finn Hudson, Tina Cohen-Chang, Artie Abrams, Mercedes Jones, Brittany Pierce, Santana Lopez, Noah Puckerman, Kurt Hummel, Quinn Fabray, Mike Chang, Sunshine Corazon, Jacob Ben Israel, Sam Evans, Sue Sylvester, Becky Jackson, Will Schuester, Emma Pilsbury, Principal Figgins, Shannon Beiste Po wakacjach Rachel i Finn oraz Mike i Tina są parą. Rozoczyna się nabór do Glee, jednak nikt nie chce się zapisać. Rachel zauważa dziewczynę na dziedzińcu, która śpiewa razem z Glee. Chce ją namówić na dołączenie do chóru, ale okazuje się, że Sunshine pięknie śpiewa, więc Rachel czuje się zagrożona i wysyła ją na czynną melinę. Dziewczyna ma traumę i przechodzi do Vocal Adrenaline. W szkole pojawia się nowa trener futbolu. Figgins chce zwiększyć budżet drużyny, a obciąć Cheerioskom i Glee co nie podoba się Sue i Willowi, więc są nie mili dla trener Beiste. Artie jest zazdrosny o Tinę, więc chce dołączyć do drużyny futbolowej, żeby ją odzyskać, więc prosi o pomoc Finna. Trener Beiste wyrzuca Finna z drużyny myśląc, że ten robi sobie żarty z pomysłu przyjęcia niepełnosprawnego do Tytanów. Zrozpaczony Finn zgłasza się na przesłuchanie do Cheeriosek. Sue mianuje Quinn na kapitana drużyny cheerleaderek, a usuwa z tej funkcji Santanę przez co między dziewczynami dochodzi do bójki. |    |                                |                            |                     |                                         |                      |                                |                                 |
| 24 | 2  | Britney/Brittany               | Britney/Brittany           | Ryan Murphy         | Ryan Murphy                             | 28 września 2010     | 19 września 2011               | 13.51                           |
| Występują: Rachel Berry, Finn Hudson, Tina Cohen-Chang, Artie Abrams, Mercedes Jones, Brittany Pierce, Santana Lopez, Noah Puckerman, Kurt Hummel, Quinn Fabray, Mike Chang, Jacob Ben Israel, Lauren Zizes, Sue Sylvester, Becky Jackson, Will Schuester, Emma Pilsbury, Terri Schuester, dr Carl Howell, Britney Spears, Principal Figgins, Shannon Beiste Chórzyści chcą tygodnia Britney Spears, ale Pan Schuester się na to nie zgadza. Wszyscy doradzają mu żeby się wyluzował. Will jest zazdrosny o nowego chłopaka Emmy - Carla. Carl jest dentystą i robi przegląd zębów uczniów z chóru. Podczas wizyty u dentysty Brittany ma sen o Britney Spears. Santana i Brittany wracają do stomatologa razem, żeby znaleźć się we wspólnym śnie o Britney. Rachel też ma przegląd i też śni o piosenkarce, więc następnego dnia przychodzi ubrana odważniej. Will kupuje sobie taki sam samochód jaki ma Carl, żeby zrobić wrażenie na Emmie. Zwraca ją, bo Terri uświadamia mu, że nie stać go na Corvettę. Trener Beiste daje szansę Artiemu i Finnowi i przyjmuje ich do drużyny. New Directions pomimo zakazu Sue występują na apelu z piosenką Britney, która wywołuje seksualny rozruch, więc Sue włącza alarm, ale przez wybiegający tłum dostaje urazu szyi i grozi Willowi pozwem.                                                            |    |                                |                            |                     |                                         |                      |                                |                                 |
| 25 | 3  | Grilled Cheesus                | Jezus z grilla             | Alfonso Gomez-Rejon | Brad Falchuk                            | 5 października 2010  | 26 września 2011               | 11.20                           |
| Występują: Rachel Berry, Finn Hudson, Tina Cohen-Chang, Artie Abrams, Mercedes Jones, Brittany Pierce, Santana Lopez, Noah Puckerman, Kurt Hummel, Quinn Fabray, Mike Chang, Will Schuester, Sue Sylvester, Burt Hummel, Carol Hudson Finn twierdzi, że na grillowanym serze odcisnął mu się wizerunek Boga i uznaje, że to Cheezus Ugrillowany. Modli się do niego i prosi Glee o poświęcenie tygodnia Jezusowi. Sue jednak zabrania uczniom wyrażać ich religijność, więc muszą śpiewać piosenki poza szkołą. Burt Hummel dostaje zawału i pozostaje nieprzytomny. Kurt bardzo przeżywa zły stan ojca, więc członkowie Glee chcą mu pomóc. Zbierają się wokół Burta w szpitalu i na przemian się modlą, ale Kurt, który nie jest religijny, wyprasza ich z sali. Mercedes prosi go, żeby poszedł z nią na mszę i się zgadza. Burt ściska rękę syna podczas jednej z wizyt w szpitalu. |    |                                |                            |                     |                                         |                      |                                |                                 |
| 26 | 4  | Duets                          | Duety                      | Eric Stoltz         | Ian Brennan                             | 12 października 2010 | 3 października 2011            | 11.36                           |
| Występują: Rachel Berry, Finn Hudson, Tina Cohen-Chang, Artie Abrams, Mercedes Jones, Brittany Pierce, Santana Lopez, Sam Evans, Kurt Hummel, Quinn Fabray, Mike Chang, Will Schuester, Burt Hummel Puck trafia do poprawczaka. Pan Schuester ogłasza konkurs na najlepszy duet, w którym do wygrania jest kolacja w Breadstix dla dwojga. Sam dołącza do Glee, a Kurt myśli, że jest gejem ze względu na farbowane włosy, choć Sam twierdzi, że są naturalne. I nie jest gejem. Rachel i Finn chcą przegrać konkurs duetów, żeby nowy członek mógł uwierzyć w siebie i śpiewają piosenkę o miłości księdza i dziewczynki. Mike nie umie śpiewać i wykręca się z duetu, ale Tina chce iść na randkę do Breadstix, więc pomaga Mike'owi. Brittany zaczyna się umawiać z Artim, po tym jak Santana wybrała Mercedes do duetu, żeby ją zdenerwować. Przy tym Brit chce wyleczyć Artiego z Tiny odbierając mu dziewictwo. Kurt śpiewa sam ze sobą po tym jak Finn zabrania mu śpiewać z Samem bo uważa, że to zniszczy reputację nowego chórzysty. Sama kręci Quinn, więc chce ją pocałować, ale ona odmawia po czym ich duet się sypie, ale za sprawą Rachel i Finna znów planują śpiewać razem. Artie zrywa z Brittany, konkurs wygrywa Sam i Quinn. |    |                                |                            |                     |                                         |                      |                                |                                 |
| 27 | 5  | The Rocky Horror Glee Show     | Szkolne przedstawienie     | Adam Shankman       | Ryan Murphy, Tim Wollaston, Ryan Murphy | 26 października 2010 | 10 października 2011           | 11.76                           |
| Występują: Rachel Berry, Finn Hudson, Tina Cohen-Chang, Artie Abrams, Mercedes Jones, Brittany Pierce, Santana Lopez, Sam Evans, Kurt Hummel, Quinn Fabray, Mike Chang, Will Schuester, Sue Sylvester, dr Carl Howell, Emma Pilsbury, Becky Jackson Will chcąc zaimponować Emmie decyduje się na wystawienie "The Rocky Horror Show". Sue została wyznaczona, żeby zrobić reportaż, w którym miałaby oczerniać show i Glee, a który miałby szansę na nagrodę Emmy. Przedstawienie napotyka problemy, gdy rodzice Mika nie zgadzają się żeby grał transwestytę. Zastępuje go Carl - chłopak Emmy. Will również chce grać w przedstawieniu, więc przekonuje Sama, aby zrezygnował z roli Rocky'ego, a sam się w niego wciela. Finn czuje się niekomfortowo w związku ze sceną w samej bieliźnie, gdyż ma kompleks na punkcie swojego ciała i dlatego paraduje po całej szkole w gatkach. Will uświadamia sobie, że wykorzystywanie chóru do celów osobistych jest złe i postanawia nie wystawiać kontrowersyjnej sztuki co bardzo nie zadowala Sue, bo przekreśla jej szansę na Emmy. Chórzyści w końcu wystawiają show, ale tylko dla siebie. |    |                                |                            |                     |                                         |                      |                                |                                 |
| 28 | 6  | Never Been Kissed              | Pierwszy pocałunek         | Bradley Buecker     | Brad Falchuk                            | 9 listopada 2010     | 17 października 2011           | 10.99                           |
| Występują: Rachel Berry, Finn Hudson, Tina Cohen-Chang, Artie Abrams, Noah Puckerman, Mercedes Jones, Brittany Pierce, Santana Lopez, Sam Evans, Kurt Hummel, Quinn Fabray, Mike Chang, Will Schuester, Sue Sylvester, Shannon Beiste, Becky Jackson, Blaine Anderson, Dave Karofsky Schuester ogłasza konkurs mash-up'ów gdzie dziewczyny mają wykonać piosenkę rockową, a chłopcy - kobiecą. Puck wraca z poprawczaka i pomaga Artiemu w ramach pracy społecznej. Dzięki temu idą na podwójną randkę z Santaną i Brittany, którą Artie chce odzyskać. Karofsky grozi Kurtowi, a Glee wysyła go na przeszpiegi do Skowronków, gdzie poznaje Blaina. Ten okazuje się być gejem i doradza mu w sprawie prześladowcy. Następnym razem, gdy Dave go zaczepia, tak jak radził Blaine, Kurt stawia się mu. Dave go całuje, a Kurt rozpacza bo to jego pierwszy pocałunek i razem z Blainem odkrywają, że Karofsky jest gejem. Chłopcy i Tina znajdują sposób na zimny prysznic czyli wyobrażenie sobie trenerki Beiste, w trakcie całowania. Trenerka się o tym dowiaduje i jest jej przykro - odchodzi ze szkoły. Sue się cieszy bo ma swoje armatki, ale Willowi jest przykro. Całuje Beiste, która odzyskuje dzięki temu wiarę w siebie i wraca do szkoły. Chłopcy z Glee śpiewają jej piosenkę przeprosinową.                                              |    |                                |                            |                     |                                         |                      |                                |                                 |
| 29 | 7  | The Substitute                 | Zastępstwo                 | Ryan Murphy         | Ian Brennan                             | 16 listopada 2010    | 24 października 2011           | 11.70                           |
| Występują: Rachel Berry, Finn Hudson, Tina Cohen-Chang, Artie Abrams, Noah Puckerman, Mercedes Jones, Brittany Pierce, Santana Lopez, Sam Evans, Kurt Hummel, Quinn Fabray, Mike Chang, Becky Jackson, Blaine Anderson, Will Schuester, Terri Schuester, Holly Holliday, Sue Sylvester, Shannon Beiste, Dave Karofsky Sue zostaje dyrektorem po tym jak Figgins zachorowuje. Will też się zaraża i przychodzi do niego Terri, która o niego dba, a potem Will jak to Will prześpi się z nią. Za Willa uczy nauczycielka na zastępstwo - Holly Holliday, a Kurt prosi ją żeby pomogła Glee, bo Rachel zaczyna się rządzić. Will wraca po chorobie, ale Sue go zwalnia i zastępuje go Holliday. Mercedes zapycha wydech dyrektorki kulkami ziemniaczanymi, bo ta zabroniła ich w stołówce. Przez to, że Mercedes zrobiła to pod opieką Holly, ta wylatuje, a Will wraca na stanowisko. Kurt umawia się z Blainem, a Mercedes rozpacza, że nie ma chłopaka, ale cieszy się, że ma swoje kulki ziemniaczane,. Karofsky grozi Kurtowi, że jeśli wyda jego sekret to go zabije. |    |                                |                            |                     |                                         |                      |                                |                                 |
| 30 | 8  | Furt                           | Bracia przyrodni           | Carol Banker        | Ryan Murphy                             | 23 listopada 2010    | 31 października 2011           | 10.38                           |
| Występują: Rachel Berry, Finn Hudson, Tina Cohen-Chang, Artie Abrams, Noah Puckerman, Mercedes Jones, Brittany Pierce, Santana Lopez, Sam Evans, Kurt Hummel, Quinn Fabray, Mike Chang, Will Schuester, Shannon Beiste, Sue Sylvester, Doris Sylvester, Dave Karofsky, Burt Hummel, Carole Hudson Sam oświadcza się Quinn, ale ona odmawia. Burt za to oświadcza się Carol, która się zgadza, a Kurt obiecuje zająć się organizacją wesela. Zadanie utrudnia mu Karofsky, który go prześladuje. Chłopcy chcą się tym zająć, więc odgrażają się Davowi, ale Finna z nimi nie ma, a Sam staje się bohaterem, więc Quinn jednak przyjmuje jego oświadczyny. Sue wyrzuca Karofskiego ze szkoły. Rachel oznajmia, że nie przespała się z Jessiem, a Finn choć powiedział jej, że jeszcze nie stracił dziewictwa, to przespał się z Santaną. Ślub jest niesamowity, a Finn deklaruje Kurtowi być jego bratem na dobre i złe. Karofsky odwołał się do Rady Szkoły, która przywróciła go, więc Kurt przenosi się do Dalton i będzie śpiewał w Skowronkach. Sue pobiera się sama ze sobą. |    |                                |                            |                     |                                         |                      |                                |                                 |
| 31 | 9  | Special Education              | Edukacja specjalna         | Paris Barclay       | Brad Falchuk                            | 30 listopada 2010    | 7 listopada 2011               | 11.68                           |
| Występują: Rachel Berry, Finn Hudson, Tina Cohen-Chang, Artie Abrams, Noah Puckerman, Mercedes Jones, Brittany Pierce, Santana Lopez, Sam Evans, Quinn Fabray, Mike Chang, Will Schuester, Emma Pilsbury, Dave Karofsky, Kurt Hummel, Blaine Anderson, Lauren Zizes Sam i Quinn dostają solówkę co rozczarowuje Rachel. Artie i Tina podejrzewają, że Brit i Mike mają romans podczas prób choreografii na zawody, bo Brittany cały czas unika Artiego. Okazuje się jednak, że Brit zgubiła magiczny grzebień, który dał jej Artie, więc jest zawstydzona i nie chce się z nim spotykać. Artie wyjaśnia jej, że to była ściema i znalazł grzebień chwilę wcześniej. Emma odwołuje wyjazd na regionalne z Willem i jedzie z Carlem do Las Vegas, gdzie się pobierają. Santana mówi Rachel, że spała z Finnem przez co Berry chce się odegrać i całuje się z Puckiem, a gdy to wychodzi na jaw - Finn z nią zrywa. New Directions i Skowronki zajmują ex aequo pierwsze miejsce i obie drużyny jadą na regionalne. |    |                                |                            |                     |                                         |                      |                                |                                 |
| 32 | 10 | A Very Glee Christmas          | Boże Narodzenie            | Alfonso Gomez-Rejon | Ian Brennan                             | 7 grudnia 2010       | 14 listopada 2011              | 11.07                           |
| Występują: Rachel Berry, Finn Hudson, Tina Cohen-Chang, Artie Abrams, Noah Puckerman, Mercedes Jones, Brittany Pierce, Santana Lopez, Sam Evans, Quinn Fabray, Mike Chang, Lauren Zizes, Will Schuester, Emma Pilsbury, Shannon Beiste, Kurt Hummel, Blaine Anderson, Sue Sylvester, Becky Jackson, Principal Figgins W Glee zaczynają się święta i okazuje się, że Brittany wierzy w św. Mikołaja, więc ekipa zabiera ją do centrum handlowego, gdzie może go spotkać. Brittany prosi o to, żeby Artie mógł chodzić, ale on jest sparaliżowany, więc prosi trener Beiste, żeby przebrała się za Mikołaja i wybiła ten pomysł z głowy Brittany. Glee zbiera pieniądze dla bezdomnych poprzez kolędowanie. William wylosował Sue i nie wie co jej kupić, ale nie musi się przejmować bo Sue podmieniła kartki i każdy ją wylosował więc ma dużo prezentów. |    |                                |                            |                     |                                         |                      |                                |                                 |
| 33 | 11 | The Sue Sylvester Bowl Shuffle | Wielka klapa Sue Sylvester | Brad Falchuk        | Ian Brennan                             | 6 lutego 2011        | 21 listopada 2011              | 26.80                           |
| Występują: Rachel Berry, Finn Hudson, Tina Cohen-Chang, Artie Abrams, Noah Puckerman, Mercedes Jones, Brittany Pierce, Santana Lopez, Sam Evans, Quinn Fabray, Mike Chang, Lauren Zizes, Dave Karofsky, Kurt Hummel, Blaine Anderson, Will Schuester, Shannon Beiste, Sue Sylvester, Becky Jackson, Principal Figgins Sue ma kryzys i nie podobają już się jej układy Cheeriosek, więc planuje wyrzucić Brittney w armacie. Santanie i Quinn nie podoba się, że Sue naraża życie ich koleżanki więc w trójkę odchodzą z Cheeriosek, ale najpierw odchodzą z Glee, do którego później wracają bo zaczynają rozumieć kto nie jest interesowny. Futboliści buntują się przeciwko Finnowi i ekipie z Glee, więc Beiste dla zgrania zespołu zapisuje ich do Glee i mają razem wykonać numer w przerwie. Drużyna odchodzi, a na ich miejsce grać będą dziewczyny z chóru. Jednak potem, gdy szansa na mistrzostwo jest realna, zawodnicy wracają i razem wykonują numer w przerwie po czym wygrywają mecz. Quinn całuje Finna w podziękowaniu za uświadomienie jej jak bardzo jest silna. |    |                                |                            |                     |                                         |                      |                                |                                 |
| 34 | 12 | Silly Love Songs               | Naiwne piosenki miłosne    | Tate Donovan        | Ryan Murphy                             | 8 lutego 2011        | 28 listopada 2011              | 11.58                           |
| Występują: Rachel Berry, Finn Hudson, Tina Cohen-Chang, Artie Abrams, Noah Puckerman, Mercedes Jones, Brittany Pierce, Santana Lopez, Sam Evans, Quinn Fabray, Mike Chang, Lauren Zizes, Will Schuester, Becky Jackson, Blaine Anderson, Kurt Hummel Puck zakochał się w Lauren, ale ona szuka czegoś poważnego, więc nim pomiata. Puck śpiewa jej piosenkę miłosną, a Santana jest zazdrosna, więc bije się z Zizes. Albo raczej to Zises bije Santanę. Blaine chce wyznać miłość i radzi się Kurta, który myśli, że jest wybrankiem, choć tak naprawdę to sprzedawca z GAPa. Finn otwiera stragan z buziakami, żeby móc znów pocałować Quinn. Santana, która wyczuwa zdradę zaraża Finna mononukleozą i Quinn też jest chora. Quinn i Finn umawiają się, że dopóki nie uporządkują swoich uczuć do innych to nie będą zaczynać chodzić ze sobą znowu. Finn mówi Rachel, że to definitywny koniec między nimi. |    |                                |                            |                     |                                         |                      |                                |                                 |
| 35 | 13 | Comeback                       | Powrót                     | Bradley Buecker     | Ryan Murphy                             | 15 lutego 2011       | 5 grudnia 2011                 | 10.53                           |
| Występują: Rachel Berry, Finn Hudson, Tina Cohen-Chang, Artie Abrams, Noah Puckerman, Mercedes Jones, Brittany Pierce, Santana Lopez, Sam Evans, Quinn Fabray, Mike Chang, Lauren Zizes, Will Schuester, Becky Jackson, Emma Pilsbury, Sue Sylvester, Principal Figgins Sue przeżywa kryzys i próbuje się zabić gumisiami z witaminą A, więc Will proponuje, żeby wstąpiła do Glee i spróbowała zwalczyć depresję. Ta próbuje napuścić na siebie chórzystów i Rachel z Mercedes mają pojedynek div. Sam wyczuwa, że coś jest między Quinn i Finnem, więc próbuje wzmocnić więź ze swoją dziewczyną, ale Santana uświadamia mu, że to bez sensu, bo Quinn coś czuje do Finna. Sam zrywa z Fabray. Rachel proponuje, żeby na regionalne napisać własną piosenkę, ale nie podoba to się reszcie chóru. Tylko Finn popiera jej pomysł. Sue zostaje trenerką Aural Intensity. |    |                                |                            |                     |                                         |                      |                                |                                 |
| 36 | 14 | Blame It on the Alcohol        | Wszystko przez alkohol     | Eric Stoltz         | Ian Brennan                             | 22 lutego 2011       | 12 grudnia 2011                | 10.58                           |
| Występują: Rachel Berry, Finn Hudson, Tina Cohen-Chang, Artie Abrams, Noah Puckerman, Mercedes Jones, Brittany Pierce, Santana Lopez, Sam Evans, Quinn Fabray, Mike Chang, Lauren Zizes, Becky Jackson, Kurt Hummel, Blaine Anderson, Will Schuester, Emma Pilsbury, Shannon Beiste, Sue Sylvester, Principal Figgins Tatowie Rachel wyjechali, więc Glee urządza imprezę w jej domu. Rachel się upija i całuje Blaina podczas gry w butelkę. Potem umawiają się na randkę, a Kurt jest niezadowolony. W szkole trwa tydzień świadomości alkoholowej, więc Glee ma wystąpić na apelu z tej okazji. Uczniowie wykonują piosenkę Ke$hy, ale przed występem wypili trochę, żeby się nie denerwować, więc występ przerywa fala wymiotów uczniów. Will i Beiste również imprezują, a po powrocie do domu Will chce zadzwonić do Emmy, ale dzwoni do Sue i nagrywa jej kilka sprośnych słów. Rachel całuje Blaina na trzeźwo i okazuje się, że on jest 100% gejem. |    |                                |                            |                     |                                         |                      |                                |                                 |
| 37 | 15 | Sexy                           | Seks i celibat             | Ryan Murphy         | Brad Falchuk                            | 8 marca 2011         | 19 grudnia 2011                | 11.92                           |
| Występują: Rachel Berry, Finn Hudson, Tina Cohen-Chang, Artie Abrams, Noah Puckerman, Mercedes Jones, Brittany Pierce, Santana Lopez, Sam Evans, Quinn Fabray, Mike Chang, Lauren Zizes, Becky Jackson, Will Schuester, dr Carl Howell, Emma Pilsbury, Shannon Beiste, Sue Sylvester, Principal Figgins, Holly Holliday, Blaine Anderson, Kurt Hummel, Burt Hummel Kurt ma problem z rozmową o edukacji seksualnej, więc Blaine chce mu pomóc i prosi tatę Kurta, żeby z nim porozmawiał. Burt, nie bez oporów, przeprowadza pogadankę z synem. Holly wraca na zastępstwo i edukuje dzieci o seksie. Wychodzi na jaw jak bardzo chórzyści są nieuświadomieni, więc Holly im pomaga, ale wygląda na to, że musi pomóc i Emmie, która myśli, że "numerek" to deser. Kiedy już stara się pomóc to okazuje się, że Pani Pilsbury chyba nadal kocha Willa, więc Carl się wyprowadza. Brittany i Santana szukają znaczenia ich uczuć do siebie i Santana dochodzi do wniosku, że ją kocha, ale boją się ujawnić. Finn umawia się z Quinn, a Will z Holly. |    |                                |                            |                     |                                         |                      |                                |                                 |
| 38 | 16 | Original Song                  | Własna piosenka            | Bradley Buecker     | Ryan Murphy                             | 15 marca 2011        | 26 grudnia 2011                | 11.15                           |
| Występują: Rachel Berry, Finn Hudson, Tina Cohen-Chang, Artie Abrams, Noah Puckerman, Mercedes Jones, Brittany Pierce, Santana Lopez, Sam Evans, Quinn Fabray, Mike Chang, Lauren Zizes, Will Schuester, Kurt Hummel, Blaine Anderson, Sue Sylvester Pavarotti umiera i Kurt śpiewa piosenkę na jego cześć, a Blaine łapie się, że szukał Kurta przez całe życie i go całuje. W tym tygodniu dzieciaki z Glee mają napisać swoją piosenkę, ale średnio im to wychodzi, więc pewnie jak zwykle Rachel będzie musiała wykonać całą robotę. Ale nie sama, bo Quinn zgodziła się jej pomóc. Do czasu, aż mówi jej, że jest z Finnem i uświadamia jej, że nie zdobędzie już Finna. Rachel decyduje się sama dokończyć piosenkę i robi ją świetną, bo wkłada w nią cały swój ból. New Directions wygrywają regionalne i jadą do Nowego Jorku, a zdenerwowana Sue uderza żonę gubernatora w twarz. |    |                                |                            |                     |                                         |                      |                                |                                 |
| 39 | 17 | Night of Neglect               | Wieczór lekceważonych      | Carol Banker        | Ian Brennan                             | 19 kwietnia 2011     | 2 stycznia 2012                | 9.80                            |
| Występują: Rachel Berry, Finn Hudson, Tina Cohen-Chang, Artie Abrams, Noah Puckerman, Mercedes Jones, Brittany Pierce, Santana Lopez, Sam Evans, Quinn Fabray, Mike Chang, Lauren Zizes, Kurt Hummel, Blaine Anderson, Will Schuester, Emma Pilsbury, Sue Sylvester, Terri Schuester, Sandy Ryderson, Becky Jackson, Jacob Ben Israel, Holly Holliday Uczniowie chcą zarobić na podróż do NY oraz na transport dla ignorowanej w szkole grupy "Brainiac", więc Will wpada na pomysł sprzedawania cukierków, ale potem Holly podsuwa mu lepszy - benefis. Szkoda tylko, że oprócz Blaina i Kurta pojawiają się tylko krzykacze Sue, którzy mają zepsuć show. Mercedes wysuwa absurdalne żądania, bo czuje się lekceważona. Carl odchodzi od Emmy, więc ta jest załamana. Holly odchodzi od Willa, bo jest uczulona na zobowiązania. |    |                                |                            |                     |                                         |                      |                                |                                 |
| 40 | 18 | Born This Way                  | Z racji urodzenia          | Alfonso Gomez-Rejon | Brad Falchuk                            | 26 kwietnia 2011     | 9 stycznia 2012                | 8.62                            |
| Występują: Rachel Berry, Finn Hudson, Tina Cohen-Chang, Artie Abrams, Noah Puckerman, Mercedes Jones, Brittany Pierce, Santana Lopez, Sam Evans, Quinn Fabray, Mike Chang, Lauren Zizes, Kurt Hummel, Blaine Anderson, Dave Karofsky, Will Schuester, Emma Pilsbury Finn łamie Rachel nos podczas tańca co daje jej pretekst do poprawienia swojej urody. Will chce, żeby dzieci się samoakceptowały, więc razem z Emmą wymyślają koszulki z wadami. Okazuje się, że Quinn w poprzedniej szkole była gruba i z pryszczami i miała na imię Lucy. Kurt wraca do McKinleya. Emma zaczyna terapię. |    |                                |                            |                     |                                         |                      |                                |                                 |
| 41 | 19 | Rumors                         | Plotki                     | Tim Hunter          | Ryan Murphy                             | 3 maja 2011          | 16 stycznia 2012               | 8.85                            |
| 42 | 20 | Prom Queen                     | Królowa balu               | Eric Stoltz         | Ian Brennan                             | 10 maja 2011         | 23 stycznia 2012               | 9.29                            |
| 43 | 21 | Funeral                        | Pogrzeb                    | Bradley Buecker     | Ryan Murphy                             | 17 maja 2011         | 30 stycznia 2012               | 8.97                            |
| Występują: Rachel Berry, Finn Hudson, Tina Cohen-Chang, Artie Abrams, Noah Puckerman, Mercedes Jones, Brittany Pierce, Santana Lopez, Sam Evans, Quinn Fabray, Mike Chang, Lauren Zizes, Kurt Hummel, Blaine Anderson, Becky Jackson, Will Schuester, Sue Sylvester, Jessie St. James Umiera siostra Sue, więc Glee chce jej pomóc w porządkowaniu rzeczy i zorganizowaniu pogrzebu. Sue z początku jest przeciwna, ale w końcu chórzyści przekonują ją organizując pogrzeb inspirowany filmem "Charlie i fabryka czekolady", gdyż był to ulubiony film siostry trenerki. Will prosi o pomoc Jessiego, żeby przygotował Glee do Krajowych, a ten organizuje konkurs na solówkę. Rachel jest jego faworytką. Finn odchodzi od Quinn, a gdy przychodzi do auli, żeby dać kwiata Rachel - widzi jak ona całuje Jessiego. |    |                                |                            |                     |                                         |                      |                                |                                 |
| 44 | 22 | New York                       | Nowy Jork                  | Brad Falchuk        | Brad Falchuk                            | 24 maja 2011         | 6 lutego 2012                  | 11.80                           |
| Występują: Rachel Berry, Finn Hudson, Tina Cohen-Chang, Artie Abrams, Noah Puckerman, Mercedes Jones, Brittany Pierce, Santana Lopez, Sam Evans, Quinn Fabray, Mike Chang, Lauren Zizes, Kurt Hummel, Will Schuester, Sunshine Corazon, Jessie St. James Chór jedzie do Nowego Jorku na zawody. Will zleca uczniom przygotowanie własnej piosenki, ale oni wychodzą na miasto. Finn umawia się na randkę z Rachel, bo nadal do niej coś czuje, ale gdy chce ją pocałować - ona odmawia. Przed występem mówi mu, że go kocha, ale ważna jest dla niej kariera, więc nic z tego nie będzie. Na występ nieoczekiwanie przybywa Jessie, żeby obejrzeć Rachel. Finn i Rachel podczas piosenki tak się zatracają, że całują się na scenie, więc Glee przegrywa z powodu braku profesjonalizmu. Santana jest wściekła, ale Brit wyznaje jej miłość, więc trochę przestaje się denerwować. Sam i Mercedes są parą, ale ukrywają to przed innymi. |    |                                |                            |                     |                                         |                      |                                |                                 |

### Sezon 3: 2011–2012
| Serial # | Sezon # | Tytuł                           | Polski tytuł                    | Reżyseria           | Scenariusz             | Premiera            | Premiera w Polsce    | Widzowie USA (w milionach) |
| --- | ------- | ------------------------------- | ------------------------------- | ------------------- | ---------------------- | ------------------- | -------------------- | -------------------------- |
| 45 | 1       | "The Purple Piano Project"      | "Projekt „Fioletowy fortepian”" | Eric Stoltz         | Brad Falchuk           | 20 września 2011    | 10 września 2012     | 9.21                       |
| Występują: Rachel Berry, Finn Hudson, Tina Cohen-Chang, Artie Abrams, Noah Puckerman, Mercedes Jones, Brittany Pierce, Santana Lopez, Quinn Fabray, Mike Chang, Lauren Zizes, Sugar Motta, Kurt Hummel, Blaine Anderson, Will Schuester, Emma Pilsbury, Jacob Ben Israel, Becky Jackson, Sue Sylvester Sam wyjechał w trakcie wakacji, więc Mercedes ma nowego chłopaka. Zizes odchodzi z Glee. Will organizuje projekt pt. "Fioletowy Fortepian" i rozstawia instrumenty w szkole. Sue niszczy jeden z nich, a w dodatku chce też zniszczyć program artystyczny w szkołach, więc to jest jej główny cel w wyborach do kongresu. Sugar zgłasza się do Glee, ale śpiewa fatalnie i Will mówi jej, że się nie nadaje. Blaine przenosi się do McKinleya. Quinn wraca jako buntowniczka i trzyma się z takimi jak ona. WIll wykreśla Santanę z Glee, bo podpaliła fortepian na dziedzińcu. |         |                                 |                                 |                     |                        |                     |                      |                            |
| 46 | 2       | "I Am Unicorn"                  | "Jestem jednorożcem"            | Brad Falchuk        | Ryan Murphy            | 27 września 2011    | 17 września 2012     | 8.60                       |
| Występują: Rachel Berry, Finn Hudson, Tina Cohen-Chang, Artie Abrams, Noah Puckerman, Mercedes Jones, Brittany Pierce, Santana Lopez, Quinn Fabray, Mike Chang, Sugar Motta, Kurt Hummel, Blaine Anderson, Will Schuester, Emma Pilsbury, Shannon Beiste, Sue Sylvester, Shelby Corcoran, Principal Figgins, Burt Hummel Will zarządza obowiązkowy trening tańca. Shannon i Emma oraz Artie reżyserują szkolną wersję "West Side Story". Principal Figgins ztrudnia Shelby Corcoran do poprowadzenia własnego chóru na życzenie Pana Motta, który przekazał spory datek dla szkoły, by jego córka mogła się rozwijać artystycznie. Shelby daje możliwość rozmowy Quinn oraz Pucka z ich dzieckiem, ale tylko jeśli spełnią wymogi. Noah się poprawia i widzi się z dziewczynką. Quinn zajmuje to trochę więcej czasu, ale w końcu udaje, że się zmieniła i znowu jest blondynką. Brittany i Kurt startują w wyborach. |         |                                 |                                 |                     |                        |                     |                      |                            |
| 47 | 3       | "Asian F"                       | "Azjatyckie F"                  | Alfonso Gomez-Rejon | Ian Brennan            | 4 października 2011 | 24 września 2012     | 8.42                       |
| Występują: Rachel Berry, Finn Hudson, Tina Cohen-Chang, Artie Abrams, Noah Puckerman, Mercedes Jones, Brittany Pierce, Santana Lopez, Quinn Fabray, Mike Chang, Kurt Hummel, Blaine Anderson, Will Schuester, Emma Pilsbury, Shannon Beiste, Shelby Corcoran, Principal Figgins Mike dostaje 6- czyli azjatyckie 1, więc jego ojciec martwi się o jego przyszłość. Mike wbrew woli rodzica podejmuje decyzję, żeby pozostać przy tańcu i dostaje role w musicalu. Rachel i Mercedes zgłaszają się do tej samej roli w musicalu. Obie są świetne, więc reżyserowie decydują się podwoić rolę, ale Mercedes to nie pasuje i rezygnuje z roli. Poza tym coś jest z nią nie tak, bo spóźnia się na próby i zaczyna strasznie gwiazdorzyć, więc Pan Schuester każe jej ćwiczyć więcej. Mercedes się obraża i odchodzi z Glee po czym wstępuje do chóru prowadzonego przez Shelby. |         |                                 |                                 |                     |                        |                     |                      |                            |
| 48 | 4       | "Pot O' Gold"                   | "Skarb skrzata"                 | Adam Shankman       | Ali Adler              | 1 listopada 2011    | 1 października 2012  | 7.47                       |
| Występują: Rachel Berry, Finn Hudson, Tina Cohen-Chang, Artie Abrams, Noah Puckerman, Mercedes Jones, Brittany Pierce, Santana Lopez, Quinn Fabray, Mike Chang, Kurt Hummel, Rory Flanagan, Blaine Anderson, Will Schuester, Emma Pilsbury, Shannon Beiste, Shelby Corcoran, Principal Figgins, Burt Hummel, Sue Sylvester |         |                                 |                                 |                     |                        |                     |                      |                            |
| 49 | 5       | "The First Time"                | "Pierwszy raz"                  | Bradley Buecker     | Roberto Aguirre-Sacasa | 8 listopada 2011    | 8 października 2012  | 6.91                       |
| Występują: Rachel Berry, Finn Hudson, Tina Cohen-Chang, Artie Abrams, Noah Puckerman, Mercedes Jones, Brittany Pierce, Santana Lopez, Quinn Fabray, Mike Chang, Kurt Hummel, Rory Flanagan, Blaine Anderson, Will Schuester, Emma Pilsbury, Shannon Beiste, Cooter Mankins, Sebastian Smythe, Dave Karofsky |         |                                 |                                 |                     |                        |                     |                      |                            |
| 50 | 6       | "Mash Off"                      | "Muzyczny pojedynek"            | Eric Stoltz         | Michael Hitchcock      | 15 listopada 2011   | 15 października 2012 | 7.08                       |
| Występują: Rachel Berry, Finn Hudson, Tina Cohen-Chang, Artie Abrams, Noah Puckerman, Mercedes Jones, Brittany Pierce, Santana Lopez, Quinn Fabray, Mike Chang, Kurt Hummel, Rory Flanagan, Blaine Anderson, Becky Jackson, Will Schuester, Emma Pilsbury, Sue Sylvester, Burt Hummel, Shelby Corcoran, Principal Figgins Puck zakochuje się w Shelby i wyjawia jej, że Quinn chciała ją wrobić. Shelby i Will organizują pojedynek mash-upów dla obu chórów. Santana uwzięła się na Finna i uprzykrza mu życie, więc on mówi jej, że wie o jej innej orientacji. Sue prowadzi kampanie przeciwko Burtowi, w której mówi, że on ma serce pawiana i żonę osła. W dodatku jej przeciwnik ma zamiar ujawnić seksualność Santany, a jej rodzice nie wiedzą, że woli dziewczyny. |         |                                 |                                 |                     |                        |                     |                      |                            |
| 51 | 7       | "I Kissed a Girl"               | "Pocałowałam dziewczynę"        | Tate Donovan        | Matthew Hodgson        | 29 listopada 2011   | 22 października 2012 | 7.90                       |
| Występują: Rachel Berry, Finn Hudson, Tina Cohen-Chang, Artie Abrams, Noah Puckerman, Mercedes Jones, Brittany Pierce, Santana Lopez, Quinn Fabray, Mike Chang, Kurt Hummel, Rory Flanagan, Blaine Anderson, Becky Jackson, Jacob Ben Israel, Will Schuester, Emma Pilsbury, Shannon Beiste, Cooter Mankins, Sue Sylvester, Principal Figgins |         |                                 |                                 |                     |                        |                     |                      |                            |
| 52 | 8       | "Hold on to Sixteen"            | "Zawsze mieć 16 lat"            | Bradley Buecker     | Ross Maxwell           | 6 grudnia 2011      | 29 października 2012 | 7.11                       |
| Występują: Rachel Berry, Finn Hudson, Tina Cohen-Chang, Artie Abrams, Noah Puckerman, Mercedes Jones, Brittany Pierce, Santana Lopez, Quinn Fabray, Mike Chang, Kurt Hummel, Rory Flanagan, Blaine Anderson, Sam Evans, Will Schuester, Emma Pilsbury, Sebastian Smythe Quinn chce powiedzieć dyrektorowi o romansie Shelby i Pucka, żeby ją zwolniono i żeby Beth mogła wrócić to biologicznej matki. Finn jedzie z Rachel, żeby sprowadzić Sama z powrotem do McKinleya i okazuje się, że on jest striptizerem. Jednak razem namawiają go na powrót i New Directions mają kolejnego członka zespołu. Mike nie składa papierów do szkoły tanecznej, bo nie chce zawieść ojca i Tina jest na niego zła, ale odwiedza jego ojca, żeby go przekonać przez co i Mike jest zły. Potem jednak przychodzi na zawody i zgadza się na szkołę taneczną. Sam kłóci się z Blainem i Blaine ma dość bo wszyscy się na niego uwzięli, ale Finn tłumaczy mu, że to dlatego, że jest tak utalentowany. Sebastian zapowiada Kurtowi, że odbije Blaina do końca roku. Quinn chce odzyskać Sama, a Sam Mercedes, ale jej chłopak jest wielki jak ciężarówka. New Directions wygrywają regionalne. |         |                                 |                                 |                     |                        |                     |                      |                            |
| 53 | 9       | "Extraordinary Merry Christmas" | "Wyjątkowe Boże Narodzenie"     | Matthew Morrison    | Marti Noxon            | 13 grudnia 2011     | 5 listopada 2012     | 7.13                       |
| Występują: Rachel Berry, Finn Hudson, Tina Cohen-Chang, Artie Abrams, Noah Puckerman, Mercedes Jones, Brittany Pierce, Santana Lopez, Quinn Fabray, Mike Chang, Kurt Hummel, Rory Flanagan, Blaine Anderson, Sam Evans, Will Schuester, Emma Pilsbury, Sue Sylvester Sue prosi chórzystów, żeby wystąpili dla bezdomnych. W dodatku dostają trochę czasu antenowego, więc mogą wystawić telewizyjne show świąteczne. |         |                                 |                                 |                     |                        |                     |                      |                            |
| 54 | 10      | "Yes/No"                        | "Tak/Nie"                       | Eric Stoltz         | Brad Falchuk           | 17 stycznia 2012    | 12 listopada 2012    | 7.50                       |
| Występują: Rachel Berry, Finn Hudson, Tina Cohen-Chang, Artie Abrams, Noah Puckerman, Mercedes Jones, Brittany Pierce, Santana Lopez, Quinn Fabray, Mike Chang, Kurt Hummel, Rory Flanagan, Blaine Anderson, Sam Evans, Becky Jackson, Will Schuester, Emma Pilsbury, Sue Sylvester, Shannon Beiste, Roz Washington, Burt Hummel, Carole Hudson-Hummel Cooter i Shannon biorą sekretny ślub. Will planuje oświadczyny i Glee mu w tym pomaga, a w końcu ona mówi tak, choć jej rodzice się na to nie zgadzają. Becky umawia się z Artiem, ale on nie chce się wiązać z nią poważniej, więc jej o tym mówi. Mercedes nadal czuje coś do Sama. Finn dowiaduje się, że jego ojciec nie zmarł jak bohater i dochodzi do wniosku, że wszystko co ma to Rachel, więc się jej oświadcza. |         |                                 |                                 |                     |                        |                     |                      |                            |
| 55 | 11      | "Michael"                       | "Michael"                       | Alfonso Gomez-Rejon | Ryan Murphy            | 31 stycznia 2012    | 19 listopada 2012    | 9.07                       |
| Występują: Rachel Berry, Finn Hudson, Tina Cohen-Chang, Artie Abrams, Noah Puckerman, Mercedes Jones, Brittany Pierce, Santana Lopez, Quinn Fabray, Mike Chang, Kurt Hummel, Rory Flanagan, Blaine Anderson, Will Schuester, Emma Pilsbury, Sebastian Smythe New Directions i Warblersi się pojedynkują o prawa do wykonania piosenki Jacksona. Blaine dostaje slushie z dodatkiem, ale to Kurt miał tym dostać. Jego oko jest w ciężkim stanie. Sam całuje Mercedes po wykonaniu wspólnej piosenki, ale ona nie zrywa ze swoim chłopakiem. Kurt dostaje list od NYADY, a Rachel nie. Uświadamia sobie, że Finn jest jej wszystkim i przyjmuje jego oświadczyny. |         |                                 |                                 |                     |                        |                     |                      |                            |
| 56 | 12      | "The Spanish Teacher"           | "Nauczyciel hiszpańskiego"      | Paris Barclay       | Ian Brennan            | 7 lutego 2012       | 26 listopada 2012    | 7.81                       |
| Występują: Rachel Berry, Finn Hudson, Tina Cohen-Chang, Artie Abrams, Noah Puckerman, Mercedes Jones, Brittany Pierce, Santana Lopez, Quinn Fabray, Mike Chang, Kurt Hummel, Rory Flanagan, Blaine Anderson, Becky Jackson, Will Schuester, Emma Pilsbury, Sue Sylvester, Roz Washongton, David Martinez, Shannon Beiste, Principal Figgins Sue chce zostać matką, więc poszukuje dawcy nasienia. Will walczy o pełny etat i stara się pokazać Figginsowi, że zależy mu na pracy, więc zapisuje się do szkoły wieczorowej języka hiszpańskiego. Sam i Mercedes są w trudnej sytuacji ze swoim "związkiem", więc Pani Pilsbury radzi im nie rozmawiać przez tydzień, więc komunikują się poprzez piosenki, a gdy już mija wyznaczony czas - chłopak Mercedes zabiera ją na lunch i nie zamienia ani słowa z Samem. Roz próbuje wygryźć Sue. Rachel zwierza się Mercedes i Kurtowi, że przyjęła oświadczyny Finna. |         |                                 |                                 |                     |                        |                     |                      |                            |
| 57 | 13      | "Heart"                         | "Serce"                         | Brad Falchuk        | Ali Adler              | 14 lutego 2012      | 3 grudnia 2012       | 6.99                       |
| 58 | 14      | "On My Way"                     | " Na mojej drodze"              | Bradley Buecker     | Roberto Aguirre-Sacasa | 21 lutego 2012      | 10 grudnia 2012      | 7.46                       |
| 59 | 15      | "Big Brother"                   | "Wielki brat"                   | Eric Stoltz         | Michael Hitchcock      | 10 kwietnia 2012    | 17 grudnia 2012      | 6.76                       |
| 60 | 16      | "Saturday Night Glee-ver"       | "Glee-rączka sobotniej nocy"    | Bradley Buecker     | Matthew Hodgson        | 17 kwietnia 2012    | 7 stycznia 2013      | 6.23                       |
| 61 | 17      | "Dance with Somebody"           | "Chcę z kimś zatańczyć"         | Paris Barclay       | Ross Maxwell           | 24 kwietnia 2012    | 14 stycznia 2013     | 6.90                       |
| 62 | 18      | "Choke"                         | "Blokada"                       | Michael Uppendahl   | Marti Noxon            | 1 maja 2012         | 21 stycznia 2013     | 6.01                       |
| 63 | 19      | "Prom-asaurus"                  | "Bal z dinozaurami"             | Eric Stoltz         | Ryan Murphy            | 8 maja 2012         | 28 stycznia 2013     | 6.67                       |
| 64 | 20      | "Props"                         | "Szacunek"                      | Ian Brennan         | Ian Brennan            | 15 maja 2012        | 4 lutego 2013        | 6.09                       |
| 65 | 21      | "Nationals"                     | " Zawody krajowe"               | Eric Stoltz         | Ali Adler              | 15 maja 2012        | 11 lutego 2013       | 6.03                       |
| 66 | 22      | "Goodbye"                       | "Pożegnanie "                   | Brad Falchuk        | Brad Falchuk           | 22 maja 2012        | 18 lutego 2013       | 7.46                       |

### Sezon 4: 2012–2013
W Polsce premierowe odcinki 4. sezonu Glee emitowane były od 1 września 2013 roku na kanale Fox Polska.
| Serial # | Sezon # | Tytuł                            | Polski tytuł             | Reżyseria           | Scenariusz                     | Premiera            | Premiera w Polsce (Fox Polska) | Widzowie USA (w milionach) |
| -------- | ------- | -------------------------------- | ------------------------ | ------------------- | ------------------------------ | ------------------- | ------------------------------ | -------------------------- |
| 67       | 1       | "The New Rachel"                 | "Nowa Rachel"            | Brad Falchuk        | Ryan Murphy                    | 13 września 2012    | 1 września 2013                | 7.41                       |
| 68       | 2       | "Britney 2.0"                    | "Britney po raz drugi"   | Alfonso Gomez-Rejon | Brad Falchuk                   | 20 września 2012    | 1 września 2013                | 7.46                       |
| 69       | 3       | "Makeover"                       | "Nowy wizerunek"         | Eric Stoltz         | Ian Brennan                    | 27 września 2012    | 8 września 2013                | 5.79                       |
| 70       | 4       | "The Break-Up"                   | "Rozstania"              | Alfonso Gomez-Rejon | Ryan Murphy                    | 4 października 2012 | 8 września 2013                | 6.07                       |
| 71       | 5       | "The Role You Were Born to Play" | " Życiowa rola"          | Brad Falchuk        | Michael Hitchcock              | 8 listopada 2012    | 15 września 2013               | 5.68                       |
| 72       | 6       | "Glease"                         | "Szkolny musical"        | Michael Uppendahl   | Roberto Aguirre-Sacasa         | 15 listopada 2012   | 15 września 2013               | 5.22                       |
| 73       | 7       | "Dynamic Duets"                  | "Dynamiczne duety"       | Ian Brennan         | Ian Brennan                    | 22 listopada 2012   | 22 września 2013               | 4.62                       |
| 74       | 8       | "Thanksgiving"                   | "Święto Dziękczynienia"  | Bradley Buecker     | Russel Friend & Garrett Lerner | 29 listopada 2012   | 22 września 2013               | 5.39                       |
| 75       | 9       | "Swan Song"                      | " Łabędzi śpiew"         | Brad Falchuk        | Stacy Traub                    | 6 grudnia 2012      | 29 września 2013               | 5.43                       |
| 76       | 10      | "Glee, Actually"                 | "To tylko Glee"          | Adam Shankman       | Matthew Hodgson                | 13 grudnia 2012     | 29 września 2013               | 5.26                       |
| 77       | 11      | "Sadie Hawkins"                  | "Wieczorek taneczny"     | Bradley Buecker     | Ross Maxwell                   | 24 stycznia 2013    | 6 października 2013            | 6.79                       |
| 78       | 12      | "Naked"                          | "Chłopcy z kalendarza"   | Ian Brennan         | Ryan Murphy                    | 31 stycznia 2013    | 6 października 2013            | 5.48                       |
| 79       | 13      | "Diva"                           | "Diwa"                   | Paris Barclay       | Falchuk                        | 7 lutego 2013       | 13 października 2013           | 6.03                       |
| 80       | 14      | "I Do "                          | "Ślub"                   | Brad Falchuk        | Ian Brennan                    | 14 lutego 2013      | 13 października 2013           | 5.13                       |
| 81       | 15      | "Girls (And Boys) On Film"       | "Filmowe piosenki"       | Ian Brennan         | Michael Hitchcock              | 7 marca 2013        | 20 października 2013           | 6.72                       |
| 82       | 16      | "Feud"                           | "Zatarg"                 | Bradley Buecker     | Roberto Aguirre-Sacasa         | 14 marca 2013       | 20 października 2013           | 5.37                       |
| 83       | 17      | "Guilty Pleasures"               | "Skrywane przyjemności"  | Eric Stoltz         | Russel Friend, Garrett Lerner  | 21 marca 2013       | 27 października 2013           | 5.91                       |
| 84       | 18      | "Shooting Star"                  | " Spadająca gwiazda "    | Bradley Buecker     | Matthew Hodgson                | 11 kwietnia 2013    | 27 października 2013           | 6.67                       |
| 85       | 19      | "Sweet Dreams"                   | "Słodkie marzenia"       | Elodie Keene        | Ross Maxwell                   | 18 kwietnia 2013    | 3 listopada 2013               | 6.14                       |
| 86       | 20      | "Lights Out"                     | "Awaria"                 | Paris Barclay       | Ryan Murphy                    | 25 kwietnia 2013    | 3 listopada 2013               | 5.24                       |
| 87       | 21      | "Wonder-ful"                     | "Być jak Stevie Wonder " | Wendey Stanzler     | Brad Falchuk                   | 2 maja 2013         | 10 listopada 2013              | 5.19                       |
| 88       | 22      | "All or Nothing"                 | " Wszystko albo nic"     | Bradley Buecker     | Ian Brennan                    | 9 maja 2013         | 10 listopada 2013              | 5.92                       |

### Sezon 5: 2013–2014
19 kwietnia 2013 stacja Fox przedłużyła serial o piąty i szósty sezon jednocześnie.
| 1. Serial # | Sezon # | Tytuł                               | Polski tytuł                               | Reżyseria       | Scenariusz                               | Premiera             | Premiera w Polsce    | Widzowie USA (w milionach)       |
| ----------- | ------- | ----------------------------------- | ------------------------------------------ | --------------- | ---------------------------------------- | -------------------- | -------------------- | -------------------------------- |
| 89          | 1       | "Love Love Love"                    | "Miłość, miłość, miłość "                  | Bradley Buecker | Brad Falchuk                             | 26 września 2013     | 29 sierpnia 2014     | 5.06                             |
| 90          | 2       | "Tina in the Sky with Diamonds"     | "Tina w niebie z diamentami "              | Ian Brennan     | Ian Brennan                              | 3 października 2013  | 29 sierpnia 2014     | 4.42                             |
| 91          | 3       | "The Quarterback"                   | "Rozgrywający "                            | Brad Falchuk    | Ryan Murphy & Brad Falchuk & Ian Brennan | 10 października 2013 | 5 września 2014      | 7.39                             |
| 92          | 4       | "A Katy or a Gaga"                  | "Katy czy Gaga? "                          | Ian Brennan     | Russel Friend & Garrett Lerner           | 7 listopada 2013     | 5 września 2014      | 4.01                             |
| 93          | 5       | "The End of Twerk"                  | "Koniec z twerkowaniem "                   | Wendey Stanzler | Michael Hitchcock                        | 14 listopada 2013    | 12 września 2014     | 4.22                             |
| 94          | 6       | "Movin' Out"                        | "Wyprowadzka "                             | Brad Falchuk    | Roberto Aguirre-Sacasa                   | 21 listopada 2013    | 12 września 2014     | 4.09                             |
| 95          | 7       | "Puppet Master"                     | "Lalkarz "                                 | Paul McCrane    | Matthew Hodgson                          | 28 listopada 2013    | 19 września 2014     | 2.84                             |
| 96          | 8       | "Previously Unaired Christmas"      | "Uprzednio nie nadany odcinek świąteczny " | Wendey Stanzler | Ross Maxwell                             | 5 grudnia 2013       | 19 września 2014     | 3.29                             |
| 97          | 9       | "Frenemies"                         | "Przyjaciele i wrogowie"                   | Bradley Buecker | Ned Martel                               | 25 lutego 2014       | 26 września 2014     | 2.99                             |
| 98          | 10      | "Trio"                              | "Trio "                                    | Ian Brennan     | Rivka Sophia Rossi                       | 4 marca 2014         | 26 września 2014     | 2.68                             |
| 99          | 11      | "City Of Angels"                    | "Miasto aniołów "                          | Elodie Keene    | Jessica Meyer                            | 11 marca 2014        | 5 października 2014  | 2.30                             |
| 100         | 12      | "100"                               | "100"                                      | Paris Barclay   | Ryan Murphy & Brad Falchuk & Ian Brennan | 18 marca 2014        | 5 października 2014  | 2.80                             |
| 101         | 13      | "New Directions"                    | " Nowe kierunki "                          | Brad Falchuk    | Brad Falchuk                             | 25 marca 2014        | 12 października 2014 | 2.68                             |
| 102         | 14      | "New New York"                      | "Nowy Nowy Jork"                           | Sanaa Hamri     | Ryan Murphy                              | 1 kwietnia 2014      | 12 października 2014 | 2.59                             |
| 103         | 15      | "Bash"                              | "Pobicie "                                 | Bradley Buecker | Ian Brennan                              | 8 kwietnia 2014      | 19 października 2014 | 2.78                             |
| 104         | 16      | "Tested"                            | "Przebadani "                              | Paul McCrane    | Russel Friend & Garrett Lerner           | 15 kwietnia 2014     | 19 października 2014 | 2.44 Lista odcinków serialu Glee |
| 105         | 17      | "Opening Night"                     | "Premiera "                                | Eric Stoltz     | Michael Hitchcock                        | 22 kwietnia 2014     | 26 października 2014 | 2.45 Lista odcinków serialu Glee |
| 106         | 18      | "The Back-Up Plan"                  | "Plan awaryjny "                           | Ian Brennan     | Roberto Aguirre-Sacasa                   | 29 kwietnia 2014     | 26 października 2014 | 2.41                             |
| 107         | 19      | "Old Dog, New Tricks"               | "Stary pies, nowe sztuczki "               | Bradley Buecker | Chris Colfer                             | 6 maja 2014          | 2 listopada 2014     | 2.10                             |
| 108         | 20      | "The Untitled Rachel Berry Project" | "Scenariusz "                              | Brad Falchuk    | Matthew Hodgson                          | 13 maja 2014         | 2 listopada 2014     | 1.87                             |

### Sezon 6: 2015
| Nr  | #  | Tytuł                              | Polski tytuł                    | Reżyseria                    | Scenariusz                             | Premiera (Fox)   | Premiera w Polsce (Fox Polska) | Oglądalność w USA (w milionach) |
| --- | -- | ---------------------------------- | ------------------------------- | ---------------------------- | -------------------------------------- | ---------------- | ------------------------------ | ------------------------------- |
| 109 | 1  | Loser Like Me                      | Przegrana                       | Bradley Buecker              | Ryan Murphy, Brad Falchuk, Ian Brennan | 9 stycznia 2015  | 3 sierpnia 2015                | 2.34                            |
| 110 | 2  | Homecoming                         | Powrót do domu                  | Bradley Buecker              | Ryan Murphy                            | 9 stycznia 2015  | 4 sierpnia 2015                | 2.34                            |
| 111 | 3  | Jagged Little Tapestry             | Postrzępiony gobelin            | Paul McCrane                 | Brad Falchuk                           | 16 stycznia 2015 | 5 sierpnia 2015                | 1.98                            |
| 112 | 4  | The Hurt Locker, Part One          | Knowania Sue Sylvester, część 1 | Ian Brennan                  | Ian Brennan                            | 23 stycznia 2015 | 6 sierpnia 2015                | 1.82                            |
| 113 | 5  | The Hurt Locker, Part Two          | Knowania Sue Sylvester, część 2 | Barbara Brown                | Ian Brennan                            | 30 stycznia 2015 | 7 sierpnia 2015                | 1.85                            |
| 114 | 6  | What the World Needs Now           | Co potrzebne teraz światu       | Barbara Brown                | Michael Hitchcock                      | 6 lutego 2015    | 10 sierpnia 2015               | 1.58                            |
| 115 | 7  | Transitioning                      | Nowe życie Rachel Berry         | Dante Di Loreto              | Matthew Hodgson                        | 13 lutego 2015   | 11 sierpnia 2015               | 1.81                            |
| 116 | 8  | A Wedding                          | Wesele                          | Bradley Buecker, Ian Brennan | Ross Maxwell                           | 20 lutego 2015   | 12 sierpnia 2015               | 1.86                            |
| 117 | 9  | Child Star                         | Dziecięcy gwiazdor              | Michael Hitchcock            | Ned Martel                             | 27 lutego 2015   | 13 sierpnia 2015               | 1.69                            |
| 118 | 10 | The Rise and Fall of Sue Sylvester | Wzloty i upadki Sue Sylvester   | Anthony Hemingway            | Jessica Meyer                          | 6 marca 2015     | 14 sierpnia 2015               | 1.81                            |
| 119 | 11 | We Built This Glee Club            | Stworzyliśmy ten klub           | Joaquin Sedillo              | Aristotle Kousakis                     | 13 marca 2015    | 17 sierpnia 2015               | 2.06                            |
| 120 | 12 | 2009                               | Rok 2009                        | Paris Barclay                | Ryan Murphy, Brad Falchuk, Ian Brennan | 20 marca 2015    | 18 sierpnia 2015               | 2.69                            |
| 121 | 13 | Dreams Come True                   | Gdy spełniają się marzenia      | Brad Buecker                 | Ryan Murphy, Brad Falchuk, Ian Brennan | 20 marca 2015    | 19 sierpnia 2015               | 2.54                            |